# Korenlei

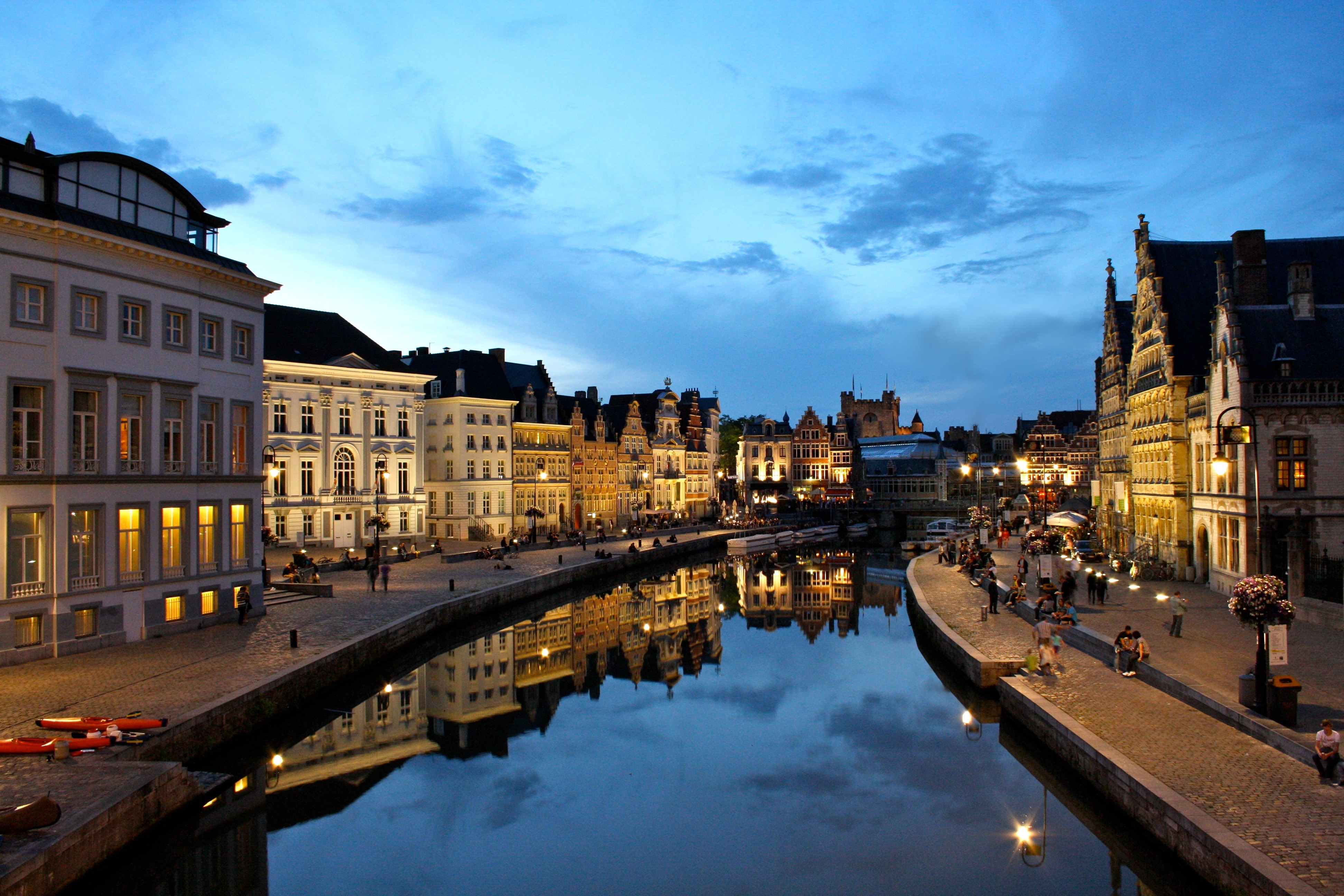
Vista de Korenlei (esquerda), rio Lys (centro) e Graslei (direita).

Korenlei (pronunciação: [ˈKoːrəlɛi̯]) é um cais no centro histórico da cidade de Ghent, na Bélgica, localizado na margem esquerda do rio Lys. O cais na margem oposta do Lys é Graslei.